# U 252
U 252 war ein deutsches U-Boot vom Typ VII C, das im Zweiten Weltkrieg von der deutschen Kriegsmarine eingesetzt wurde.

## Geschichte
Das Boot wurde unter der Baunummer 17 auf der Vegesacker Werft in Bremen gebaut. Der Bauauftrag datierte vom 23. September 1939, die Kiellegung fand am 1. November 1940 statt. Stapellauf am 14. August 1941, Indienststellung am 4. Oktober 1941 unter Kapitänleutnant Günter Schiebusch als Ausbildungsboot der 6. U-Flottille. Am 21. Dezember 1941 übernahm Kapitänleutnant Kai Lerchen das Boot, welches weiterhin zur 6. U-Flottille in Danzig gehörte und am 1. April 1942 zum Frontboot erklärt wurde. Die Flottille war im Februar 1942 unter dem Flottillenkommandanten Kapitänleutnant Fritz Frauenheim nach St. Nazaire umgezogen.

## Einsatzstatistik
Die erste und einzige Feindfahrt begann am 26. März 1942 und führte über Helgoland (28. März 1942) zunächst nach Island, wo am 8. April 1942 Agenten abgesetzt wurden.
Am 14. April 1942 traf das U-Boot auf den Konvoi OG 82, der von der Escort Group unter Commanding Officer Frederic John Walker gesichert wurde. Das U-Boot wurde mit dem neuen Radar vom Typ 271 bereits auf große Entfernung geortet und konnte einen Torpedofächer auf die Korvette HMS Vetch abschießen, dem das Begleitschiff jedoch ausweichen konnte. Anschließend wurde das U-Boot durch Artillerie und Wasserbomben versenkt (Lage). Alle 44 Mann an Bord kamen ums Leben.